# Praesos angelus
Praesos angelus är en fjärilsart som beskrevs av Rothschild 1898. Praesos angelus ingår i släktet Praesos och familjen mätare. Inga underarter finns listade i Catalogue of Life.